# ザ・マシン (コンピュータ・アーキテクチャ)
ザ・マシン（英：The Machine）ヒューレットパッカード・エンタープライズによって製作された実験的コンピュータの名前である。サーバー向けコンピュータ・アーキテクチャの新型(ニュータイプ)を開発する研究プロジェクトの一環として創られた。デザインは伝統的なメモリ階層におけるDRAMおよびディスクをNVRAMで置き換えた、「メモリ・セントリック・コンピューティング」アーキテクチャに焦点を当てた。このNVRAMはバイト・アドレサブルでありかつ、いかなるCPUからもフォトニック・インターコネクト経由でアクセス可能である。本プロジェクトの目的はこの新デザインの構築と評価にあった。

## ハードウェアの概要
ザ・マシンは多くの独立したノード類がメモリー・ファブリック越しに接続されたコンピュータ・クラスタであった。このファビリック・インターコネクトにはX1と呼ばれるカスタムチップ付きVCSELベース・シリコンフォトニクスが使われた。メモリへのアクセスは不均一でありかつ、複数のホップが含まれるであろう。ザ・マシンは、さらにエンクロージャをスケーリングすることによって(最小構成の1億倍)最大32ゼタバイトのポテンシャルを持つ、320テラバイトのファブリック共有メモリと80個のプロセッサを備えたラック=スケール・コンピュータを初期には目論んでいた。ファブリック共有メモリはキャッシュ・コヒーレントでなく、ソフトウェアにこの特性に気を付けさせることを要求する。伝統的なロックはキャッシュ・コヒーレントを要するので、ハードウェアはそのレベルでのアトミック操作を行うために、ブリッジに追加された。各ノードはローカル・プライベート・キャッシュ=コヒーレント・メモリの容量制限(256GB)を同様に持っている。ストレージと各ノードにおける計算は、完璧にパワー・ドメインに分離されていた。

ザ・マシンの単一ノードを示す論理ダイアグラム。数ダースのノード同士がバックプレーンを用いて接続される。初期のプロトタイプはより多くのNVRAMに置き換えられることを最終目標にDRAMを含んでいた。

ザ・マシンの全ファブリック共有メモリは(48ビット幅であった)プロセッサの仮想アドレス空間にマップされるには大き過ぎる。プロセッサ・メモリへファブリック共有メモリの窓をマップする方法が求められる。それゆえ、各ノードSoCとメモリ・プール間の通信はファブリック共有メモリへのローカルSoCのメモリ・マッピングを管理するFPGAベースの「Zブリッジ」コンポーネントを通じて行なう。Zブリッジは2つの異なる種類のアドレスを取り扱う: それぞれ8ペタバイトと32ゼタバイトをアドレッシング可能にする、53ビット論理Zアドレスと75ビットZアドレスである。各Zブリッジにはアクセス制御を強制するためのファイアウォールが同様に内蔵された。Next Generation Memory Interconnect (NGMI)として知られているインターコネクト・プロトコルは社内で開発された。このプロトコルはオープンGen-Z規格に発展した。ZブリッジはPCIeを用いてSoCに接続し、メジャーなソフトウェア改修を回避する。 
ザ・マシンのハーフ・ラックプロトタイプは2016年ロンドンで行われたHPE Discoverでお披露目された。各ノードにはw:ARMv8-Aベースのブロードコム/CaviumThunderX2 SoCsが内蔵された。合計で32コアSoCが40個ついていた。適当なメモリスタ=ベースのNVRAMもしくは相変化メモリの入手困難により、プロトタイプは160テラバイトのw:battery-backed DRAMを使用した。この後退にもかかわらず、ソフトウェア・アーキテクトのキース・パッカードいわく、これは「切替える前に設計の他の部分を証明するために流用できる」と語った。The Registerによると、メモリスタベースNVRAMの開発を行うHPEのSKハイニックスとのパートナーシップは資金と方向性の問題に遭遇し、彼らはザ・マシン用の抵抗変化型RAM(ReRAM)でサンディスクと協働していた。The Next Platformによると、HPEは「市場で、その生産量が利用可能な時に」Intel Optane DIMMへの切り替えを検討したという。また同誌はラック・プロトタイプの消費電力を24から36キロワットと推定した。

## ソフトウェアの概要
ザ・マシン向けに2つのメジャーなソフトウェア・プロジェクトが創設された。 Linux++と呼ばれるLinuxの実験バージョンはハードウェアを構成設定するために必要な全てのエンハンスメントを備え、伝統的なプログラミングモデルで動作する。これはブリッジ構成設定、アクセス制御そしてDAXサブシステムを用いたマッピングを含む。並行して、NVRAMベースのコンピュータのフル・アドヴァンテージを取るために第一原理からデザインされるであろうCarbonと呼ばれる新しいOSが発表された。
ザ・マシン向けの主なワークロードはインメモリデータベース(Hadoopスタイルのソフトウェア)、およびリアル=タイム・ビッグデータ分析を含む。HPEはザ・マシンのようなメモリ=ドリブン(駆動型)コンピューティング・デザインは「従来型のシステムと比べて最大8000倍までスピード改善」できたと主張した。プロトタイプ機において、システムのファブリック共有メモリはThe Librarian（ザ・ライブラリアン、司書）と呼ばれる「ラックの頂上」管理サーバー・コンポーネントによって組織された。司書はメモリを一冊あたり8GBの「本」が収まる「本棚」に分割し、そしてハードウェア保護は「本の境界」で設定された。より小粒な64キロバイトの「冊子(ブックレット)」も同様にサポートされた。
メモリのマッピングはOSによって操作され、一方メモリのアクセス制御については全体としてザ・マシン・システムの管理インフラストラクチャによって構成された。ソフトウェアはファブリック共有メモリのメモリ読み込みが同期エラーを持つ可能性がある一方で、(メモリ)書き込みが非同期エラーを持つ可能性に注意払うことを要した。Linuxシステム上では、メモリエラー発生時にはSIGBUS・OSシグナルが使われる。
不揮発性メモリ故障時に耐性を持たせるライブラリとヒープデータ構造の取り扱い方の変更を含む、プログラミングモデルとデータ構造の課題も同様に探求された。

## 歴史
HPのメモリスタの再発見後2〜3年間、（新しくHPのCTOの座に就いたマーチン・フィンクは）ムーアの法則の減速にタックルするためのメモリスタ・ベースのコンピュータ・システムを構築するためにHPラボプロジェクトを創設した。彼は2014年夏のHPのDiscoverイベントでプロジェクトを公表した。ザ・マシンのいくつかのアイデアはドラゴンホーク・システムのデザインからも来ていた。HPラボの総勢200名のスタッフの内、4分の3がザ・マシンのハードとソフトに集中した。
ブルームバーグに語ったところによると、HPいわく「ザ・マシンの商業化は2〜3年以内か、『そうでなければ墜落に直面する』だろう」としている。
カーク・ブレスニカー(Kirk Bresniker)がチーフ・アーキテクトを務め、キース・パッカードがLinuxの機能強化に取り組むために雇われた。ビーデール・ガービーがオープンソース開発管理のために雇われた。
2015年、ヒューレットパッカードは2社に分社化（HP Incとヒューレットパッカード・エンタープライズ(HPE)）され、ザ・マシン事業は後者に割り当て(アサイン)させられた。 
2016年後半、HPEのマーチン・フィンクCTOが引退。フィンクの引退公表は同時に「ビジネスに合わせたザ・マシンのR&D（研究開発）業務を調整する」ためHPラボのスタッフのエンタープライズ向け製品部門への異動を呼んだ。
2017年初頭までに、HPラボはプロジェクトの目的は「進歩を実演するためであって、製品を開発するためではない」とし、それら「ザ・マシンで認識できた価値は既存の破壊的技術同様に既存のアーキテクチャへデリバリするためにコラボする」だろうという(要するに後始末的火消し)スライドを出した。
- BleepingComputerは「換言するならば、ザ・マシンはもうこれ以上製品として世に出てくることは無いだろう。その代わりこれらの技術は他の製品に何らかの形で供され、HPEの躍進に貢献するであろう」と評した。 HPEは自身の純真なR&D組織をリストラし、それを製品グループの中に置いた[44]。
- Yahoo!ファイナンスがリポートしたところによると、ザ・マシンのプロトタイプ(試作機)は「相変わらず商業的に利用可能な物になるまで数年かけ離れている」とのこと[45]。

2018年、HPEは本プロジェクトが進化の次のステップとして顧客からの商用アプリケーションを必要とするステージに達したと述べた。